# Heinz Strehl
Heinz Strehl (ur. 20 lipca 1938 w Kalchreuth, zm. 11 sierpnia 1986) – niemiecki piłkarz, występował na pozycji napastnika.

## Kariera klubowa
Strehl zawodową karierę rozpoczynał w 1958 roku w klubie 1. FC Nürnberg. W 1962 roku zdobył z klubem Puchar RFN, po pokonaniu w jego finale 2:1 Fortuny Düsseldorf. Od sezonu 1963/1964 startował z klubem w rozgrywkach Bundesligi. Zadebiutował w niej 24 sierpnia 1963 w zremisowanym 1:1 meczu z Herthą Berlin. 31 sierpnia 1963 w wygranym 3:0 spotkaniu z Werderem Brema strzelił pierwszego gola w trakcie gry w Bundeslidze. W 1968 roku zdobył z klubem mistrzostwo RFN. W 1970 roku zakończył karierę. Zmarł w 1986 roku.

## Kariera reprezentacyjna
W 1962 roku Strehl został powołany do kadry na Mistrzostwa Świata. Nie zagrał na nich jednak ani razu. Tamten turniej Niemcy zakończyli na ćwierćfinale. W reprezentacji RFN Strehl zadebiutował 30 września 1962 w wygranym 3:2 towarzyskim meczu z Jugosławią, którym strzelił także 3 gole. Po raz ostatni w kadrze zagrał 24 kwietnia 1965 w wygranym 5:0 pojedynku eliminacji Mistrzostw Świata 1966 z Cyprem. W latach 1962–1965 drużynie narodowej rozegrał w sumie 4 spotkania i zdobył 4 bramki.